# Determinant
En determinant er et tal, der karakteriserer en matrix. En determinant kan kort beskrives som "arealet" af den flade som vektorerne(søjlerne) udspænder. Her er det vigtigt at holde sig for øje, at det godt kan være et negativt tal. Der findes flere forskellige måder at bestemme determinanter på, og flere forskellige nyttige regneregler for determinanter, som er gennemgået herunder.

## Bestemmelse af determinanter
Determinanter er kun definerede for kvadratiske matricer. For en matrix {\displaystyle {\underline {\underline {A}}}_{n\times n}} siger man, at determinanten {\displaystyle \det {\underline {\underline {A}}}} er af n'te orden.

### Leibniz-formlen
For en matrix {\displaystyle {\underline {\underline {A}}}_{n\times n}={\begin{bmatrix}a_{ij}\end{bmatrix}}} kan determinanten fås af Leibniz-formlen:
{\displaystyle \det {\underline {\underline {A}}}=\sum _{\sigma \in S_{n}}\operatorname {sgn}(\sigma )\prod _{i=1}^{n}a_{i,\sigma (i)}}
hvor {\displaystyle \sigma } angiver en permutation af tallene {1, 2, 3, ..., n}, {\displaystyle S_{n}} er mængden af mulige permutationer af disse tal, {\displaystyle \operatorname {sgn}(\sigma )} er fortegnet for permutationen og {\displaystyle \Pi } angiver et produkt (på samme måde som {\displaystyle \Sigma } angiver en sum). Specielt fås for n-værdierne 1-3:
| n | {\displaystyle \det {\underline {\underline {A}}}_{n\times n}}                                                                                                  |
| 1 | {\displaystyle a_{11}} |
| 2 | {\displaystyle a_{11}a_{22}-a_{12}a_{21}} |
| 3 | {\displaystyle {\begin{matrix}a_{11}a_{22}a_{33}+a_{12}a_{23}a_{31}+a_{13}a_{21}a_{32}\\-a_{11}a_{23}a_{32}-a_{12}a_{21}a_{33}-a_{13}a_{22}a_{31}\end{matrix}}} |

### Udvikling efter række eller søjle
Determinanten af matricen {\displaystyle {\underline {\underline {A}}}_{n\times n}={\begin{bmatrix}a_{ij}\end{bmatrix}}} kan også udtrykkes vha. n underdeterminanter af (n – 1)'te orden; dette gøres ved at udvikle efter en række eller søjle i {\displaystyle {\underline {\underline {A}}}.} Denne metode er specielt nyttig, hvis en række eller søjle indeholder mange nuller, idet der så ved udvikling efter denne vil bortfalde lige så mange af leddene i den passende formel herunder:
Ved udvikling efter den i'te række fås determinanten af
| {\displaystyle \det {\underline {\underline {A}}}} | {\displaystyle =\sum _{j=1}^{n}(-1)^{i+j}a_{ij}D_{ij}}                                        |
|                                                    | {\displaystyle =(-1)^{i+1}a_{i1}D_{i1}+(-1)^{i+2}a_{i2}D_{i2}+\cdots +(-1)^{i+n}a_{in}D_{in}} |
Ved udvikling efter den j'te søjle fås determinanten af
| {\displaystyle \det {\underline {\underline {A}}}} | {\displaystyle =\sum _{i=1}^{n}(-1)^{i+j}a_{ij}D_{ij}}                                        |
|                                                    | {\displaystyle =(-1)^{1+j}a_{1j}D_{1j}+(-1)^{2+j}a_{2j}D_{2j}+\cdots +(-1)^{n+j}a_{nj}D_{nj}} |
Herover betegner {\displaystyle D_{ij}} den (i, j)'te underdeterminant hørende til {\displaystyle {\underline {\underline {A}}},} dvs. determinanten til den matrix, der fremkommer ved at fjerne den i'te række og den j'te søjle fra {\displaystyle {\underline {\underline {A}}}.} Størrelsen
{\displaystyle (-1)^{i+j}D_{ij}}
kaldes komplementet til matrixelementet {\displaystyle a_{ij}.}

## Regneregler og særtilfælde

### Matrixegenskaber og determinanter
For en enhedsmatrix {\displaystyle {\underline {\underline {I}}}} gælder
{\displaystyle \det {\underline {\underline {I}}}=1}
For en diagonal- eller trekantmatrix {\displaystyle {\underline {\underline {A}}}_{n\times n}={\begin{bmatrix}a_{ij}\end{bmatrix}}} gælder
{\displaystyle \det {\underline {\underline {A}}}=\prod _{i=1}^{n}a_{ii}=a_{11}a_{22}\cdots a_{nn}}
Hvis en kvadratisk matrix {\displaystyle {\underline {\underline {A}}}} indeholder en nulrække, da gælder
{\displaystyle \det {\underline {\underline {A}}}=0}
For en kvadratisk matrix {\displaystyle {\underline {\underline {A}}}_{n\times n}} er følgende tre udtryk ækvivalente:
- {\displaystyle {\underline {\underline {A}}}} er regulær
- {\displaystyle \det {\underline {\underline {A}}}\neq 0}
- {\displaystyle \rho ({\underline {\underline {A}}})=n}

NB: En matrix behøver ikke være kvadratisk for at kunne være regulær.

### Transponering, invertering og multiplikation af matricer
For en kvadratisk matrix {\displaystyle {\underline {\underline {A}}}} gælder
{\displaystyle \det {\underline {\underline {A}}}^{T}=\det {\underline {\underline {A}}}}
For en regulær kvadratisk matrix {\displaystyle {\underline {\underline {A}}}} gælder
{\displaystyle \det({\underline {\underline {A}}}^{-1})={\frac {1}{\det {\underline {\underline {A}}}}}}
For to matricer {\displaystyle {\underline {\underline {A}}}_{n\times n}} og {\displaystyle {\underline {\underline {B}}}_{n\times n}} gælder
{\displaystyle \det({\underline {\underline {A}}}{\underline {\underline {B}}})=\det {\underline {\underline {A}}}\cdot \det {\underline {\underline {B}}}}

### Elementaroperationer på matricer
Hvis en matrix {\displaystyle {\underline {\underline {B}}}} frembringes ved én af disse elementaroperationer på en anden matrix {\displaystyle {\underline {\underline {A}}},} fås dens determinant af:
- Ombytning af 2 rækker:

{\displaystyle \det {\underline {\underline {B}}}=-\det {\underline {\underline {A}}}}
- Multiplikation af 1 række med tal k:

{\displaystyle \det {\underline {\underline {B}}}=k\det {\underline {\underline {A}}}}
- Rækkeoperation (træk en række fra en anden):

{\displaystyle \det {\underline {\underline {B}}}=\det {\underline {\underline {A}}}}

## Beviser
I dette afsnit vil vi bevise nogle af de overstående
påstande, men vi starter med en simpel definition af determinanter:

### Definition
Lad {\displaystyle A\in \mathrm {Mat} _{n}(\mathbb {F} )}. Hvis
{\displaystyle n=1} defineres {\displaystyle \det(A)=a_{11}}. Hvis {\displaystyle n>1}
defineres determinanten rekursivt ved
{\displaystyle \det(A)=\sum _{i=1}^{n}(-1)^{i+1}a_{1i}\det(A_{1,i})}
hvor {\displaystyle A_{i,j}} fremkommer af {\displaystyle A} ved at fjerne
i'te række og j'te søjle.

### Rækkeombytning
Lad {\displaystyle B} fremkomme af {\displaystyle A} ved at bytte om på to
rækker, da gælder at
{\displaystyle \det(B)=-\det(A)}
Dette kan bevises induktivt. Hvis {\displaystyle n=2} og {\displaystyle B}
fremkommer ved at bytte om på de to rækker i {\displaystyle A}, da har vi at
{\displaystyle \det(A)=a_{11}a_{22}-a_{12}a_{21}=-(a_{12}a_{21}-a_{11}a_{22})=-(b_{11}b_{22}-b_{12}b_{21})=-\det(B).}
Antags eller at resultatet gælder for {\displaystyle n-1}, må vi vise at
det gælder for {\displaystyle n}. Hvis vi ikke har byttet om på første
række må
{\displaystyle \det(B)=\sum _{i=1}^{n}(-1)^{i+1}a_{1i}\det(B_{1,i})=\sum _{i=1}^{n}(-1)^{i+1}a_{1i}-\det(A_{1,i})=-\det(A)}
idet {\displaystyle B_{1i}} fremkommer af {\displaystyle A_{1,i}} ved at bytte om på to rækker, og
induktionsantagelsen derfor virker.
Ellers må 1'te og j'te række være ombyttet. Dan {\displaystyle C} ved at
bytte om på 2. og j'te række i {\displaystyle B}. Dan {\displaystyle D} ved
at bytte om på 2. og j'te række i {\displaystyle A}, da fremkommer
{\displaystyle D} også ved at bytte om på 1. og 2. række i
{\displaystyle C}, og det må gælde at {\displaystyle C_{12,ij}=D_{12,ij}},
af induktionsantages får vi at {\displaystyle \det(C_{1,i})=-\det(B_{1,i})} og
{\displaystyle \det(D_{1,i})=-\det(A_{1,i})} så
{\displaystyle \det(B)=-\det(C)=-\sum _{g=1}^{n}(-1)^{1+g}a_{jg}\det(C_{1,g})}
{\displaystyle =-\sum _{g=1}^{n}\sum _{(k=1,k\neq g)}^{n}(-1)^{k+g+\delta (k>g)}a_{jg}a_{1k}\det(C_{12,ij})}
{\displaystyle =\sum _{k=1}^{n}\sum _{(g=1,q\neq k)}^{n}(-1)^{k+g+\delta (k<g)}a_{jg}a_{1k}\det(D_{12,ij})}
{\displaystyle =\sum _{k=1}^{n}(-1)^{1+k}a_{1k}\det(D_{1,k})=\det(D)=-\det(A)}

### Ens rækker
Hvis {\displaystyle A} har to ens rækker er {\displaystyle \det(A)=0}.
Dette er nemt at indse. Dan {\displaystyle B} ved at bytte om på de to ens række i {\displaystyle A}, da har vi at {\displaystyle \det(A)=-\det(B)} men {\displaystyle A} og {\displaystyle B} er jo ens, så {\displaystyle \det(A)=-\det(A)}, dette kan kun lade sig gøre hvis {\displaystyle \det(A)=0}

### Rækkeaddition
Hvis {\displaystyle B} er dannet af {\displaystyle A}, ved at lægge i'te række r gange til j'te række. da vil {\displaystyle \det(A)=\det(B)}
Dette kan bevises som følger. Dan {\displaystyle C} ved at bytte på 1. og j'te række i {\displaystyle A}. Dan {\displaystyle D} ved at bytte om på 1. og j'te række i {\displaystyle B}, af reglen om række ombytning er det nok at vise at {\displaystyle \det(C)=\det(D)}, idet vi bemærker at
{\displaystyle D} også fremkommver ved at lægge i'te række r gange til 1. række af {\displaystyle C} bliver det klart at
{\displaystyle \det(D)=\sum _{k=1}^{n}(-1)^{k+1}d_{1k}\det(D_{1,k})=\sum _{k=1}^{n}(-1)^{k+1}(c_{1k}+rc_{ik})\det(C_{1,k})}
{\displaystyle =\sum _{k=1}^{n}(-1)^{k+1}c_{1k}\det(C_{1,k})+r\sum _{k=1}^{n}(-1)^{k+1}rc_{ik}\det(C_{1,k})=\det(C)+r\det(N)}
Hvor {\displaystyle N} fremkommer af {\displaystyle C} ved at restatte 1. med i'te række, men så har {\displaystyle N} to ens rækker og så har den jo determinant 0.

### Rækkeskalering
Hvis {\displaystyle B} er dannet af {\displaystyle A}, ved at gange i'te række igennem med r (ikke 0), da er
{\displaystyle \det(B)=r\det(A)}
Dette kan bevises som følger. Som før kan vi af rækkeombytnings-egenskaben og uden tab af generalitet antage at i=1, så
{\displaystyle \det(B)=\sum _{i=1}^{n}(-1)^{i+1}ra_{1i}=r\sum _{i=1}^{n}(-1)^{i+1}a_{1i}=r\det(A)}

### Invertibilitet
Matricen A er invertibel hvis og kun hvis {\displaystyle \det(A)\neq 0}.
Der findes H i RREF så {\displaystyle A\sim H}, denne transformation fremkommer som en følge af rækkeoperationer af de foregående regler ved vi at {\displaystyle \det(A)=r\det(H)} hvor {\displaystyle r\neq 0} men
{\displaystyle \det(A)\neq 0\Leftrightarrow \det(H)\neq 0}
Men {\displaystyle \det(H)\neq 0} præcis har H har fuld rang, og H har fuld rang præcis når A er invertibel.

### Determinant af produkt
Om matrixprodukter gælder at {\displaystyle \det(AB)=\det(A)\det(B)}.
Her gælder følgende bevis. Hvis A er diagonal følger det af rækkeskalationsreglen at
{\displaystyle \det(AB)=a_{11}\ldots a_{nn}\det(B)}
Hvis A er singulær er AB singulær. Af invertibilitetsreglen følger så, at de begge har determinant 0, ellers må A være invertibel, og med rækkeadditioner og r række ombytninger kan man danne D fra A så D er diagonal. Af de ovenstående regler ses at
{\displaystyle \det(A)=(-1)^{r}\det(D)}
Lad E være produktet af de tilhørende rækkeoperationsmatricer så {\displaystyle EA=D}, men så må
{\displaystyle E(AB)=(EA)B=DB}
i kan altså udføre de samme rækkeoperationer på AB, så
{\displaystyle \det(AB)=(-1)^{r}\det(DB)=(-1)^{r}\det(D)\det(B)=\det(A)\det(B)}

### Determinant af invers
Hvis A er invertibel vil {\displaystyle \det(A)=\det(A^{-1})^{-1}}
Med overstående regel er det nemt at se, da {\displaystyle I=A^{-1}A} så
{\displaystyle 1=\det(I)=\det(A^{-1})\det(A)}

### Determinant af transponeret
Det gælder altid at {\displaystyle \det(A)=\det(A^{T})}
Hvis A er singulær er {\displaystyle A^{T}} det også og så vil {\displaystyle \det(A)=0=\det(A^{T})}, ellers kan A opskrives som et produkt af
række ombytnings matricer og række additions matricer og en diagonal matice så,
{\displaystyle A=E_{1}\ldots E_{k}D}
Hvis {\displaystyle E_{i}} er en række-ombytnings-matrice, så er {\displaystyle E_{i}^{T}} det også. Af række-ombytnings-reglen har de samme determinant nemlig -1. Ellers må {\displaystyle E_{i}} være en række-additions-matrice, og så er {\displaystyle E_{i}^{T}} også være det, af række-additions-reglen har de samme determinant nemlig 1, af produktreglen ses at
{\displaystyle \det(A^{T})=\det(E_{1}^{T})\ldots \det(E_{k}^{T})\det(D^{T})=\det(E_{1})\ldots \det(E_{k})\det(D)=\det(A)}